# Atylotus keegani
Atylotus keegani är en tvåvingeart som beskrevs av Murdoch och Takahasi 1969. Atylotus keegani ingår i släktet Atylotus och familjen bromsar. Inga underarter finns listade i Catalogue of Life.